# Joaquim Folguera i Poal
Joaquim Folguera i Poal, né à Santa Coloma de Cervelló, le 25 octobre 1893 et décédé à Barcelone en 1919, est un critique littéraire et poète catalan.

## Biographie
Défenseur de l'art moderne, proche bien que critique du noucentisme, il co-dirige la revue La Revista avec J.M. López-Picó de 1915 jusqu'à sa mort.
Il s'intéresse aux poètes de l'avant-garde française comme Guillaume Apollinaire, Pierre Reverdy, Pierre Albert-Birot et Max Jacob, et a traduit des poèmes et des articles en catalan.
Dans son ouvrage, Les noves valors de la poesia catalana (1919) il hiérarchise les poètes qui forment l'école noucentiste en faisant des poètes Josep Maria Junoy et J. V. Foix le point d'aboutissement d'un élan autonome de la poésie catalane vers la modernité.
Souffrant d'une situation de handicap, il meurt prématurément.